# Brendan Smith (Politiker)

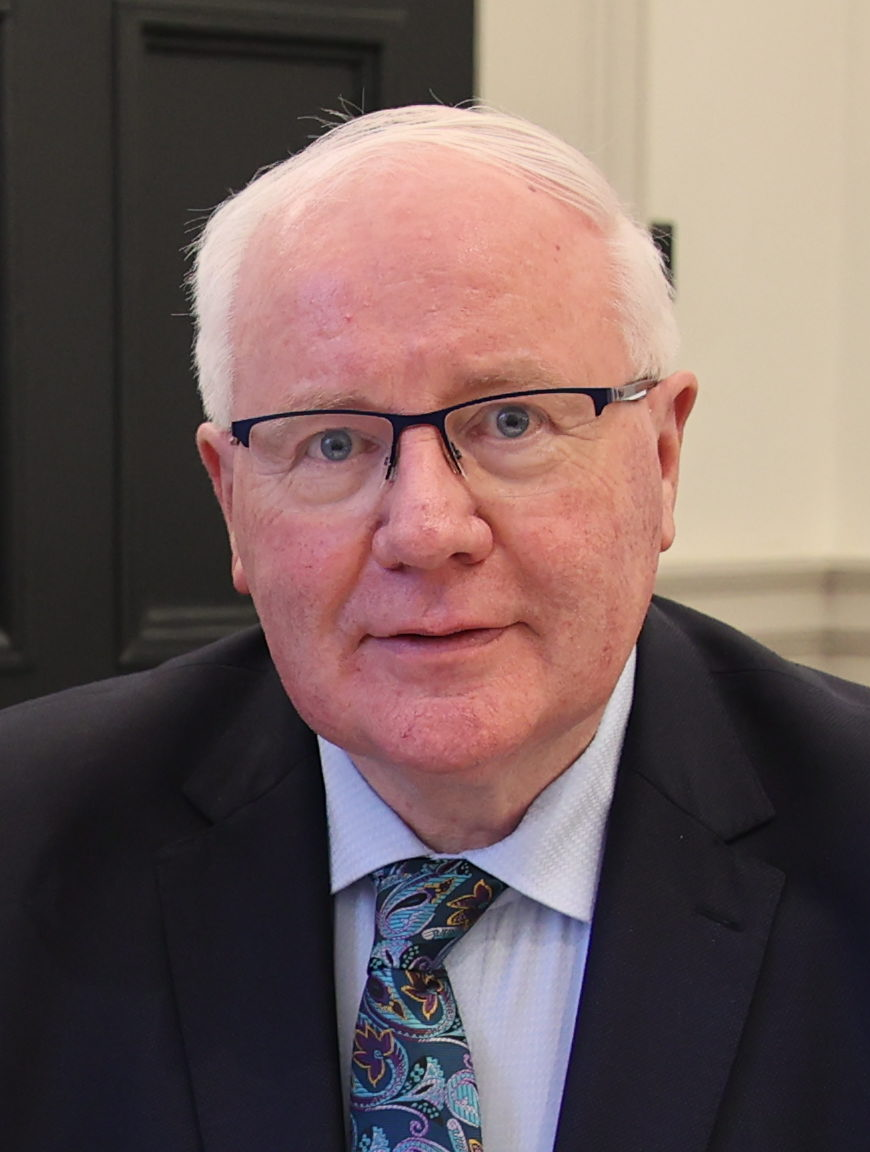
Brendan Smith (2024).

Brendan Smith (irisch Breandán Mac Gabhann, * 1. Juni 1956 in Cavan) ist ein irischer Politiker der Fianna Fáil und bekleidete von 2008 bis 2011 das Amt des Landwirtschafts- und in 2011 auch das Amt des Justizministers.

## Biografie
Smith war zunächst Mitarbeiter des öffentlichen Dienstes und zuletzt Berater von Ministern. Seine eigene politische Laufbahn begann er 1992 als Kandidat der Fianna Fáil mit der erstmaligen Wahl zum Abgeordneten (Teachta Dála) des Unterhauses (Dáil Éireann). Dort vertritt er seitdem den Wahlkreis Cavan-Monaghan.
Im September 2004 wurde er Staatsminister beim Minister für Landwirtschaft und Ernährung. Im Rahmen einer Regierungsumbildung ernannte ihn Premierminister (Taoiseach) Bertie Ahern am 20. Juni 2007 zum Staatsminister mit besonderer Zuständigkeit für Kinder mit Kabinettsrang.
Nachdem Brian Cowen am 7. Mai 2008 Premierminister wurde, berief dieser ihn im Rahmen der Kabinettsneubildung zum Minister für Landwirtschaft, Fischerei und Ernährung. Dieses Amt hatte er bis zum 20. März 2011 inne. Im Januar 2011 übernahm er kurzfristig auch das Amt des Justizministers. 